# 彭布羅克角
彭布羅克角（英語：Cape Pembroke）是福克蘭群島的最東端，位於東福克蘭島。這裡有一座燈塔。

## 燈塔
彭布羅克角有一座18公尺（59 英尺）高的燈塔，建於1855年，於1906年重建，並於20世紀90年代修復。此前，附近的比利羅克近海已有15艘船隻沉沒。
最初該座燈塔的的燈使用菜籽油，之後當局曾嘗試使用海獅油作為替代品。1906年重建時，改採用石蠟並通過發條裝置運轉。
這裡曾經有一座燈塔看守人的小屋。燈塔本身現在是一座受保護的建築。

## 大西洋運輸者號
2007年6月，愛丁堡公爵愛德華王子為SS大西洋運輸者號 (SS Atlantic Conveyor)的紀念碑揭幕，這艘商船在1982年福克蘭戰爭期間被英軍徵用。這艘船遭到阿根廷軍方的襲擊，引發爆炸造成12名水手死亡。事件發生後，它於被拖走時在福克蘭群島東北方海岸沉沒。